# ე
Das En (ე) ist der fünfte Buchstabe des georgischen Alphabets. Der Buchstabe stellt den Laut [⁠ɛ⁠] dar und wird im Deutschen mit dem Buchstaben E transkribiert.
Heute wird im Mchedruli-Alphabet nur noch das ე verwendet. Im historischen Chutsuri-Alphabet gab es noch den Großbuchstaben Ⴄ; das kleingeschriebene Pendant dazu war das ⴄ.
Es war dem Zahlenwert 5 zugeordnet.

## Zeichenkodierung
Das En ist in Unicode an den Codepunkten U+10D4 (Mchedruli) bzw. U+10A4 (Chutsuri-Großbuchstabe) und U+2D04 (Chutsuri-Kleinbuchstabe) zu finden.